# لونه (سكسونيا السفلى)
لونه (اولدينبورغ) ألمانيا (بالألمانية: Lohne, Germany) هي قرية ألمانية تقع في ألمانيا في بلدة  فشتا التابعة لمنطقة اولدينبورغ في ولاية سكسونيا السفلى، هناك الكثير من الشركات الصناعية في القرية، أغلبية السكان مسيحيين، يتواجد اللاجئين هناك بصورة كبيرة كون هناك فرص عمل كثيرة بسبب الشركات الموجودة في القرية، أغلبية اللاجئين الإيزيديين والاكراد واعداد اقل من الاتراك، بعد الأزمة السورية يتواجد هناك العديد من السوريين في القرية.   .[بحاجة لمصدر]

## المدن التوأمة
مدن Rixheim و Międzylesie هي مدن توأمة لـلنه ألمانيا.

## معرض صور

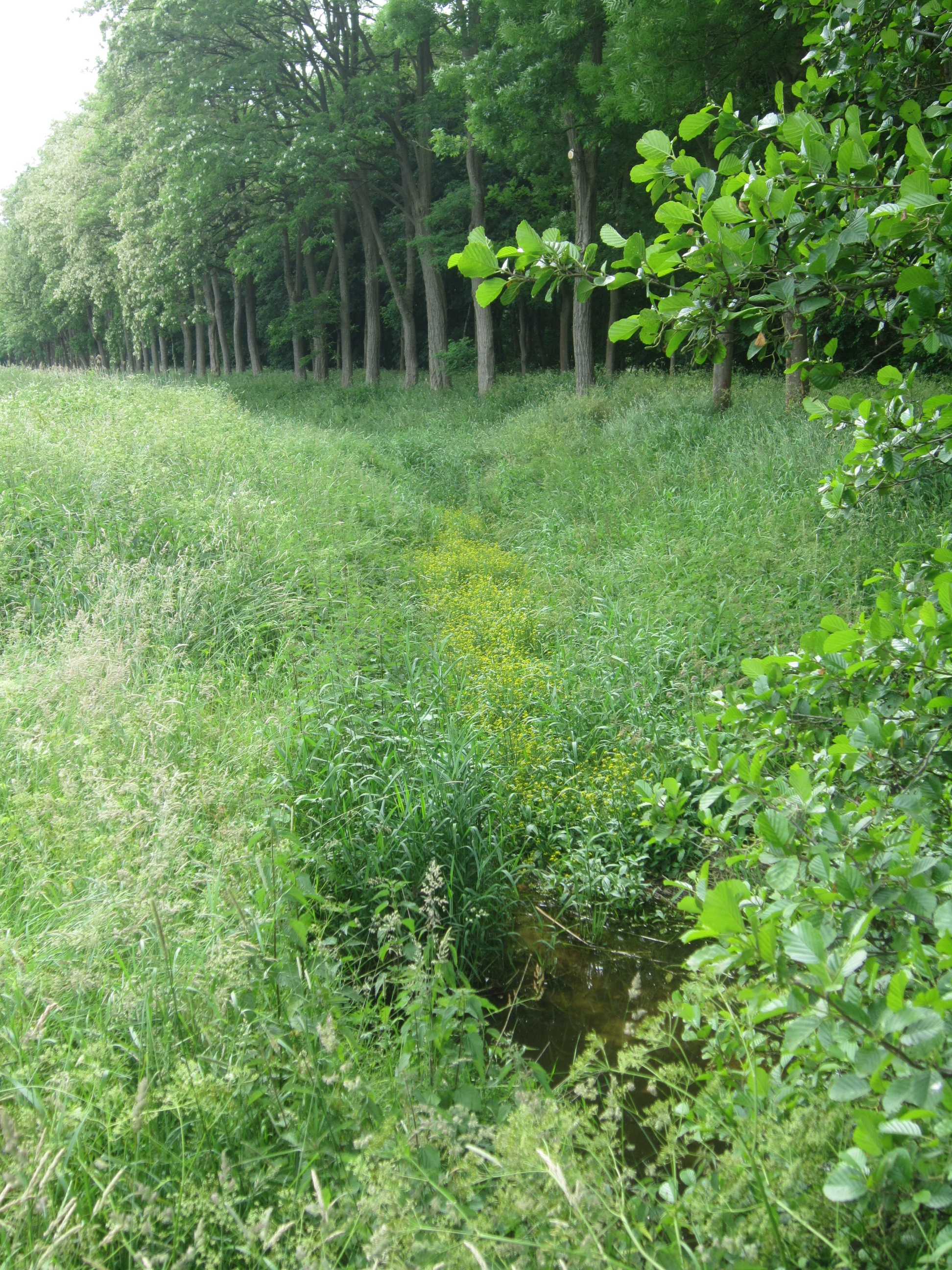
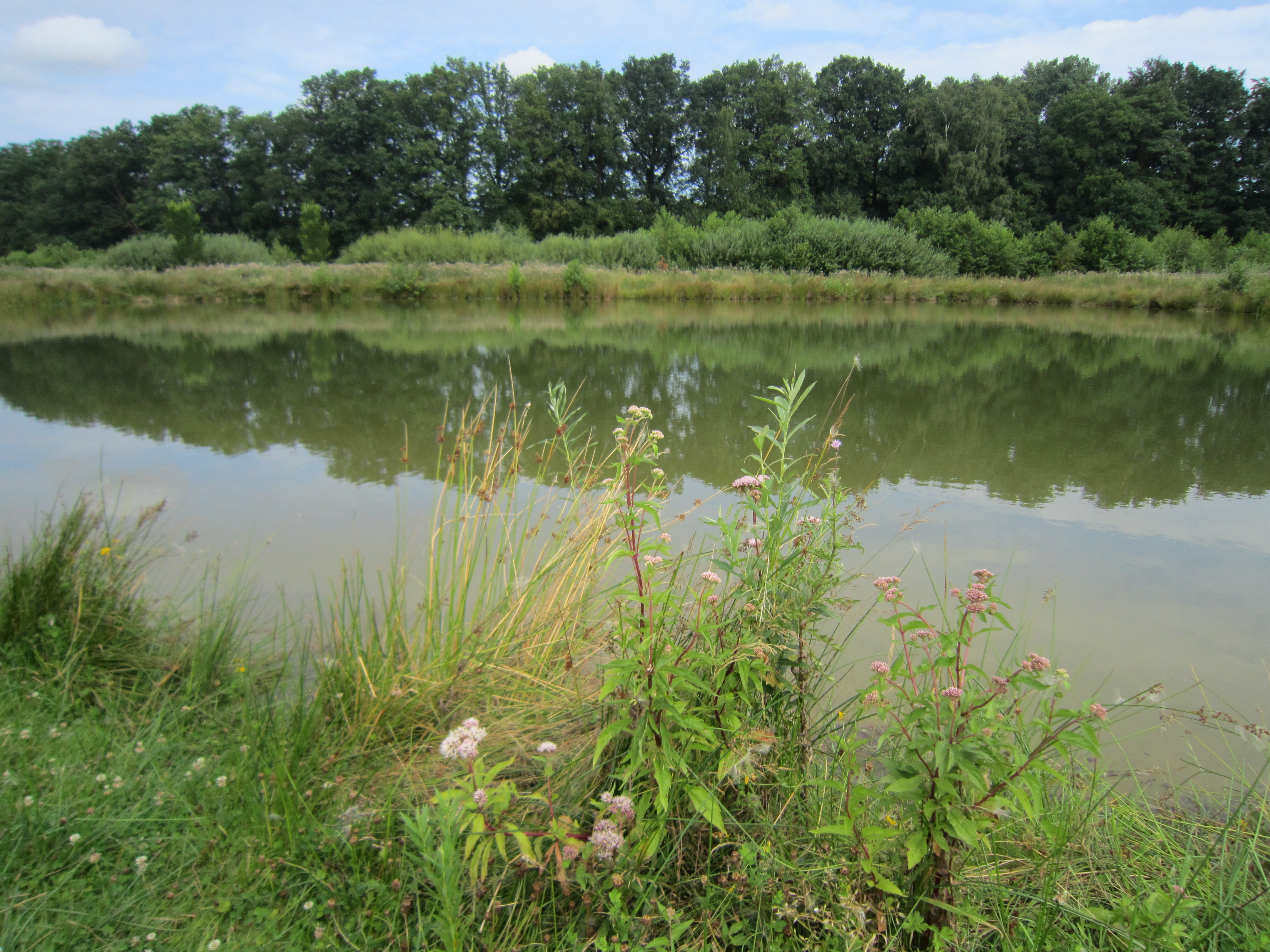
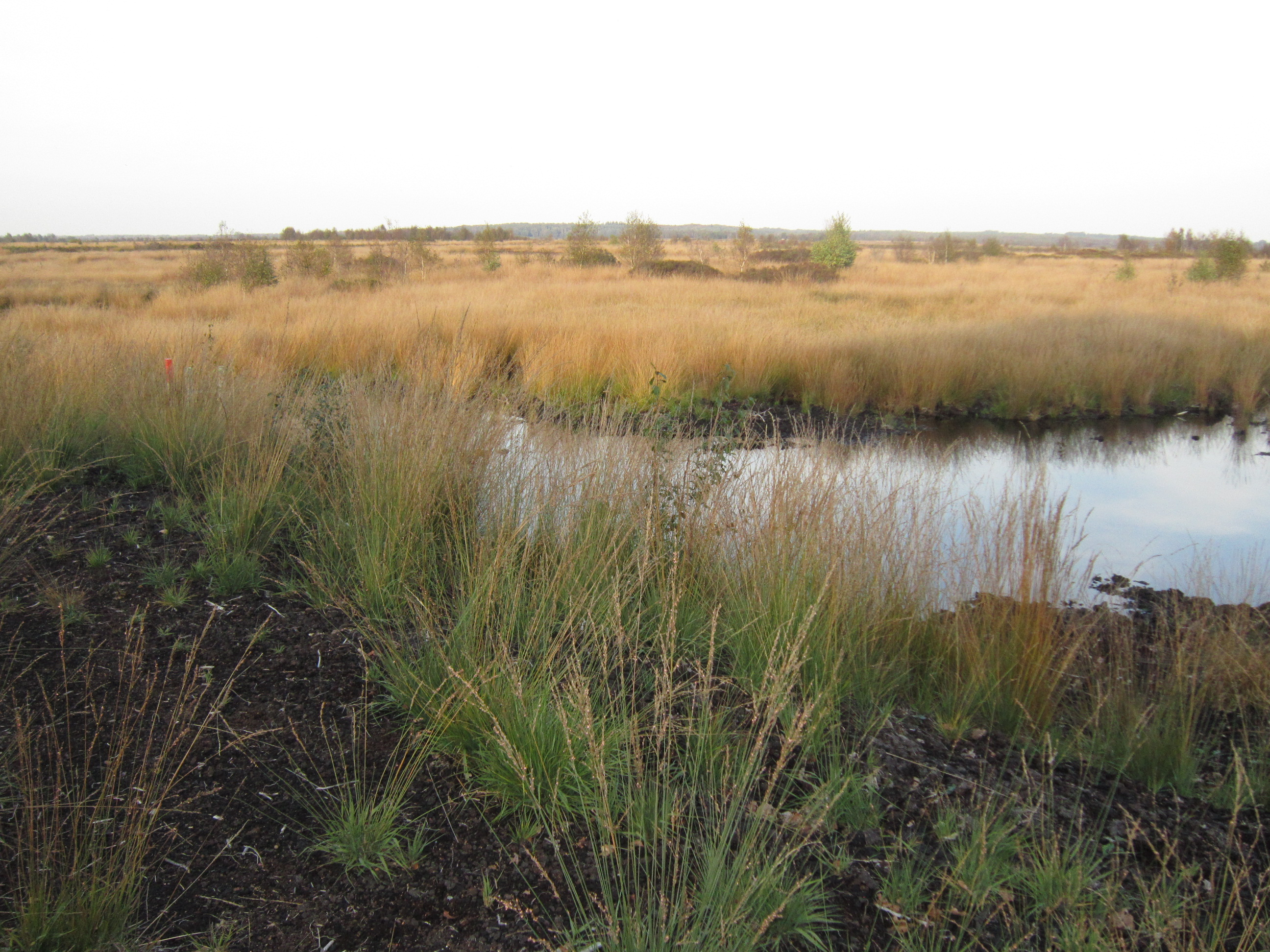
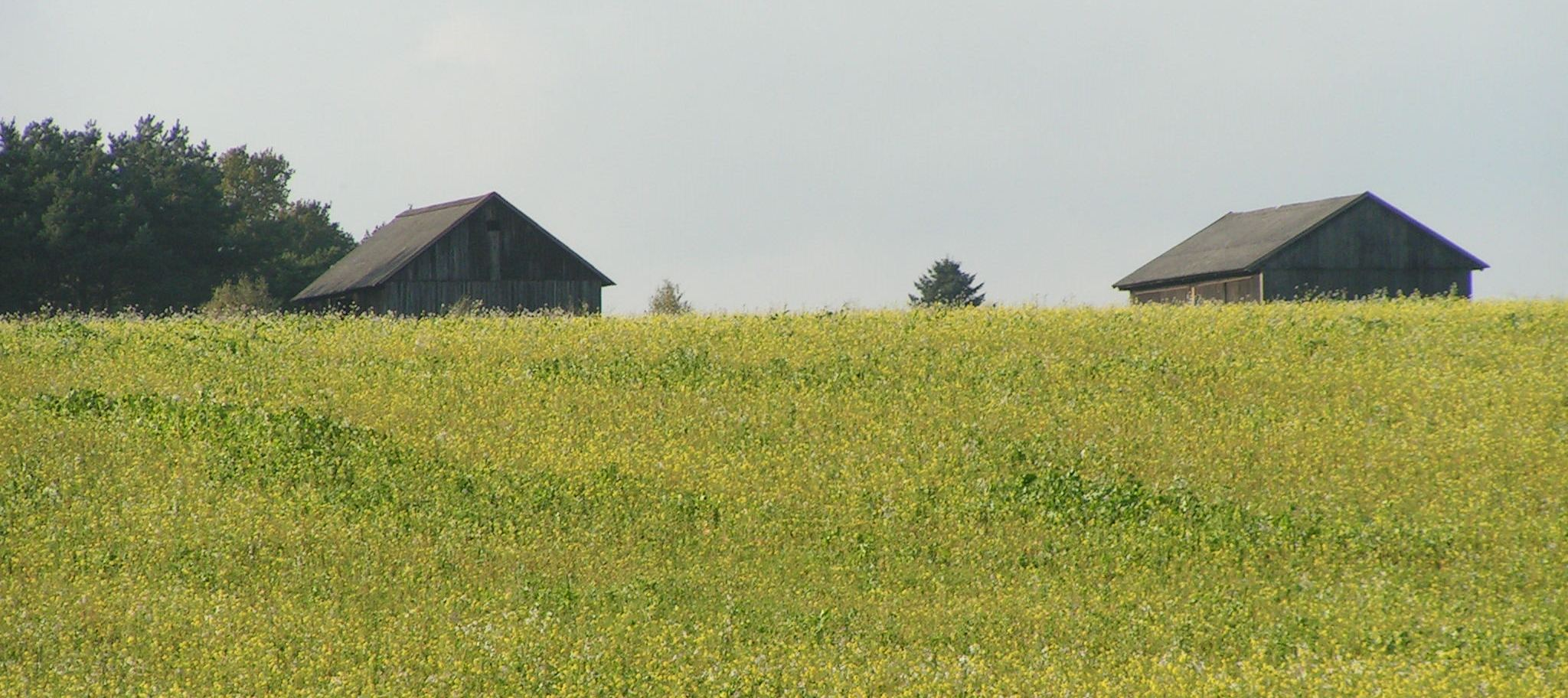
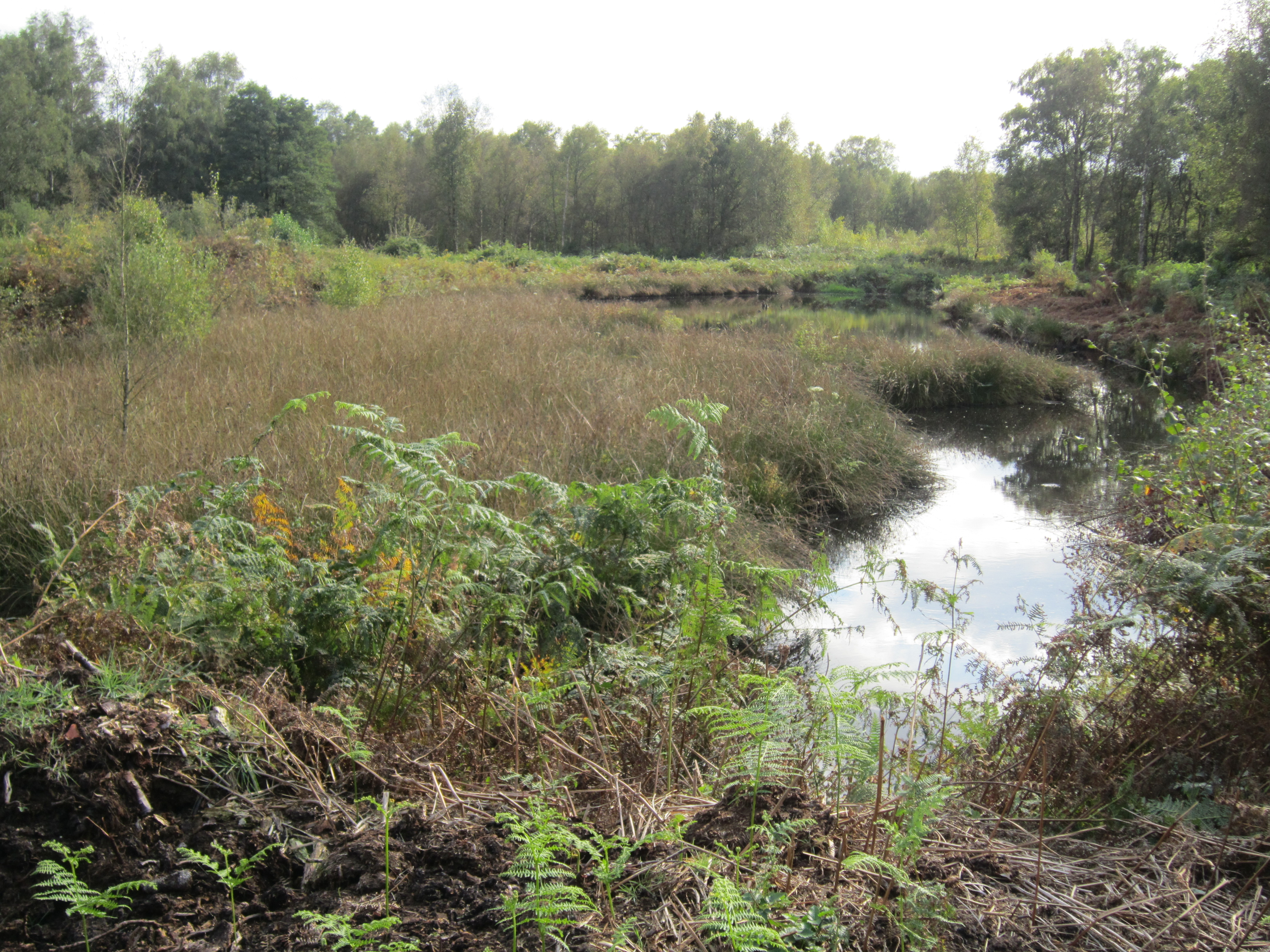

## أعلام
- إريك فايفر
- توني ستيوارت
- أولريش كيرشهوف